# Martinice u Dolních Kralovic
Martinice (officieel: Martinice u Dolních Kralovic - Duits: Martinitz of Martinitz bei Unterkralowitz) is een Tsjechische plaats in de gemeente Dolní Kralovice in de regio Midden-Bohemen en maakt deel uit van het district Benešov. Het dorp ligt op ongeveer 2,5 km afstand van Dolní Kralovice.
Martinice telt 59 inwoners (2021).

## Geografie
Martinice ligt nabij het stuwmeer Švihov.

## Geschiedenis
De eerste schriftelijke vermelding van het dorp dateert van 1352. In 1436 kwam Martinice in handen van Mikuláši Trčkové z Lípy. Diens familie hield Martinice uiteindelijk 111 jaar lang in bezit. In 1547 werd Martinice aangekocht door Fridrich Lukavecký z Lukavce. In 1569 erfde zijn zoon Tristan het dorp, die er een kasteel in vroegbarokke stijl liet bouwen.
In 1622 kwam Martinice in handen van Albrecht Vražda z Kunvald. Na diens overlijden werd zoon Václav eigenaar en na hem Ferdinand Jiří Vražda z Kunvald. Laatstgenoemde herbouwde het kasteel en bracht boven de ingang een teken aan. In 1695 werd het kasteel verkocht aan Jan Leopold z Trautston, in 1766 aan Karel Jozef Palm z Gundelfingen en in 1802 aan Jakub Zelenka, koopman en burgemeester van beroep. In 1852 ging het dorp over op zijn zoon Jan.

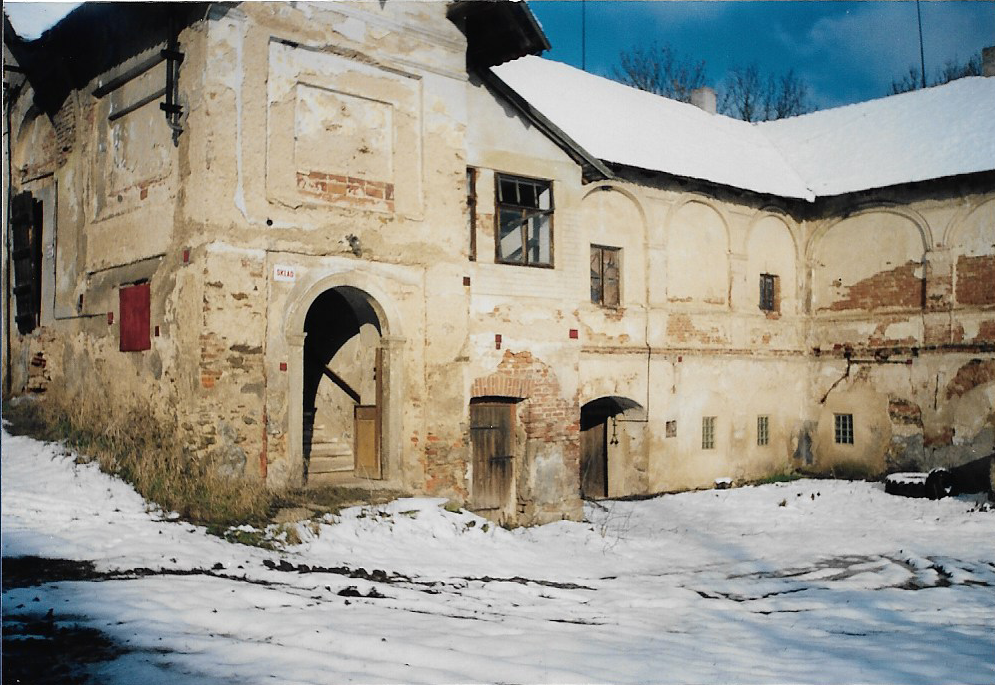
Restant van het kasteel (1993)

In 1870 ontstond door nalatigheid van de zonen van Zelenka een enorme brand die de Ridderzaal, kapel, het plafond, het meubilair, schilderijen en andere kunstvoorwerpen verwoestte. Van het kasteel bleef alleen het metselwerk overeind. Door de brand raakte de familie in de schulden. In 1890 stierf Jan Zelenka, waarna zijn nakomelingen Martinice verlieten. In 1904 brak wederom brand uit in het kasteel.
Ergens tussen 1904 en 1950 kwam het kasteel in handen van de staat en werd het overgebleven deel in gebruik genomen als onderdeel van een boerderij. Anno 2025 is het kasteel weer in privébezit.

## Verkeer en vervoer

### Autowegen
Er leidt een regionale weg naar het dorp.

### Spoorlijnen
Er is geen station in (de buurt van) Martinice.

### Buslijnen
Er is één bushalte in het dorp:
| Halte                      | Lijnen  | Trajecten                                                        | Vervoerder   |
| -------------------------- | ------- | ---------------------------------------------------------------- | ------------ |
| Dolní Kralovice, Martinice | 844 845 | Zruč nad Sázavou - Hořice (- Ježov) Čechtice - Ledeč nad Sázavou | ČSAD Benešov |

## Bezienswaardigheden
- Dorpskapel

## Galerij

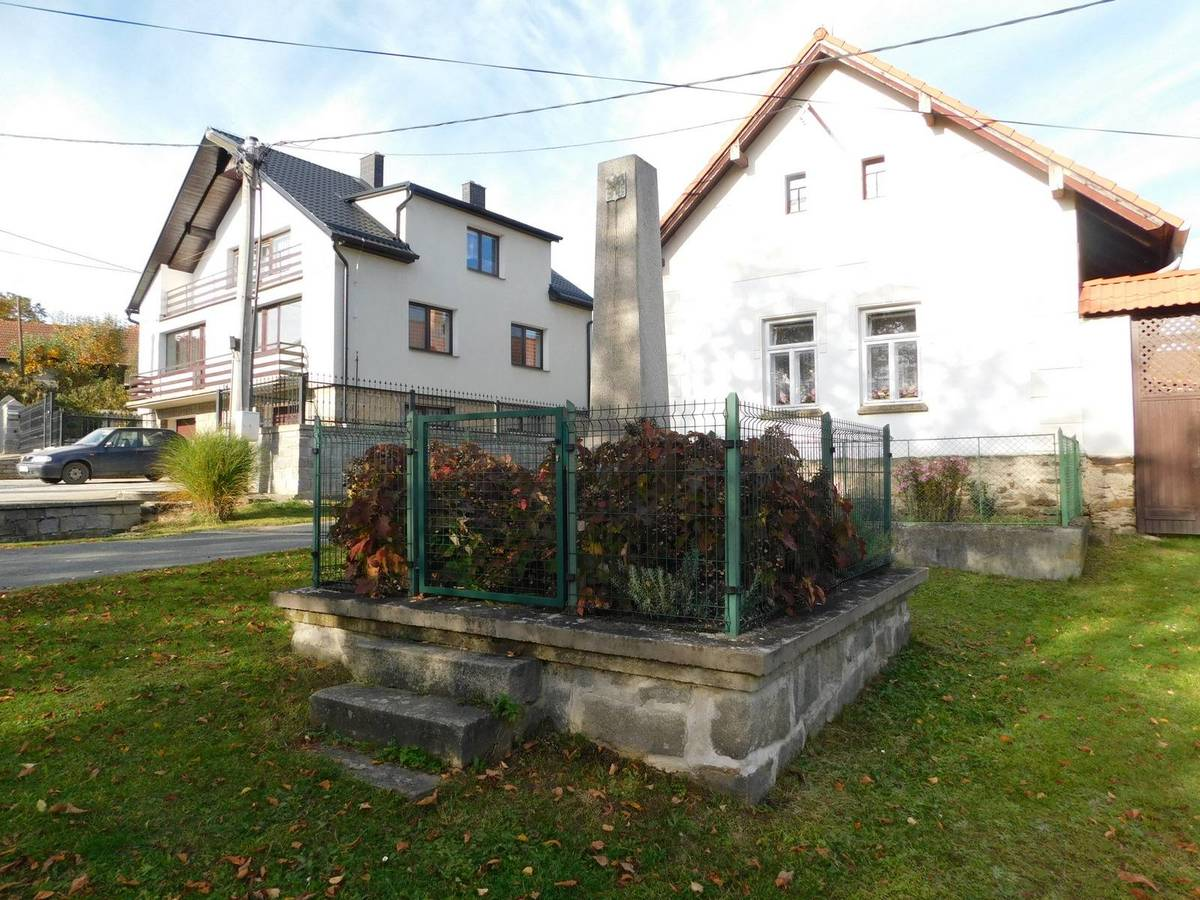
Oorlogsmonument (2021)
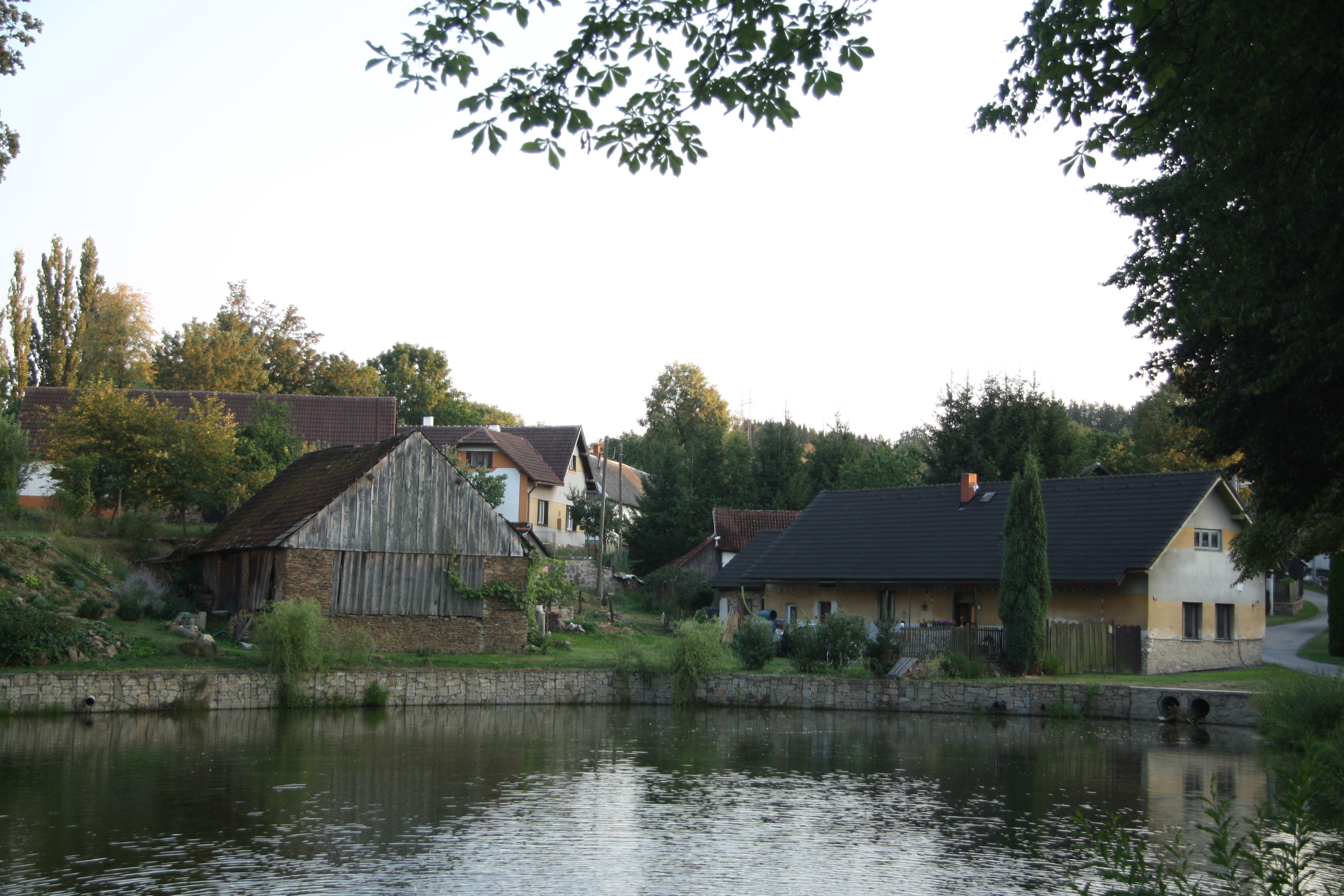
Dorpsvijver (2018)
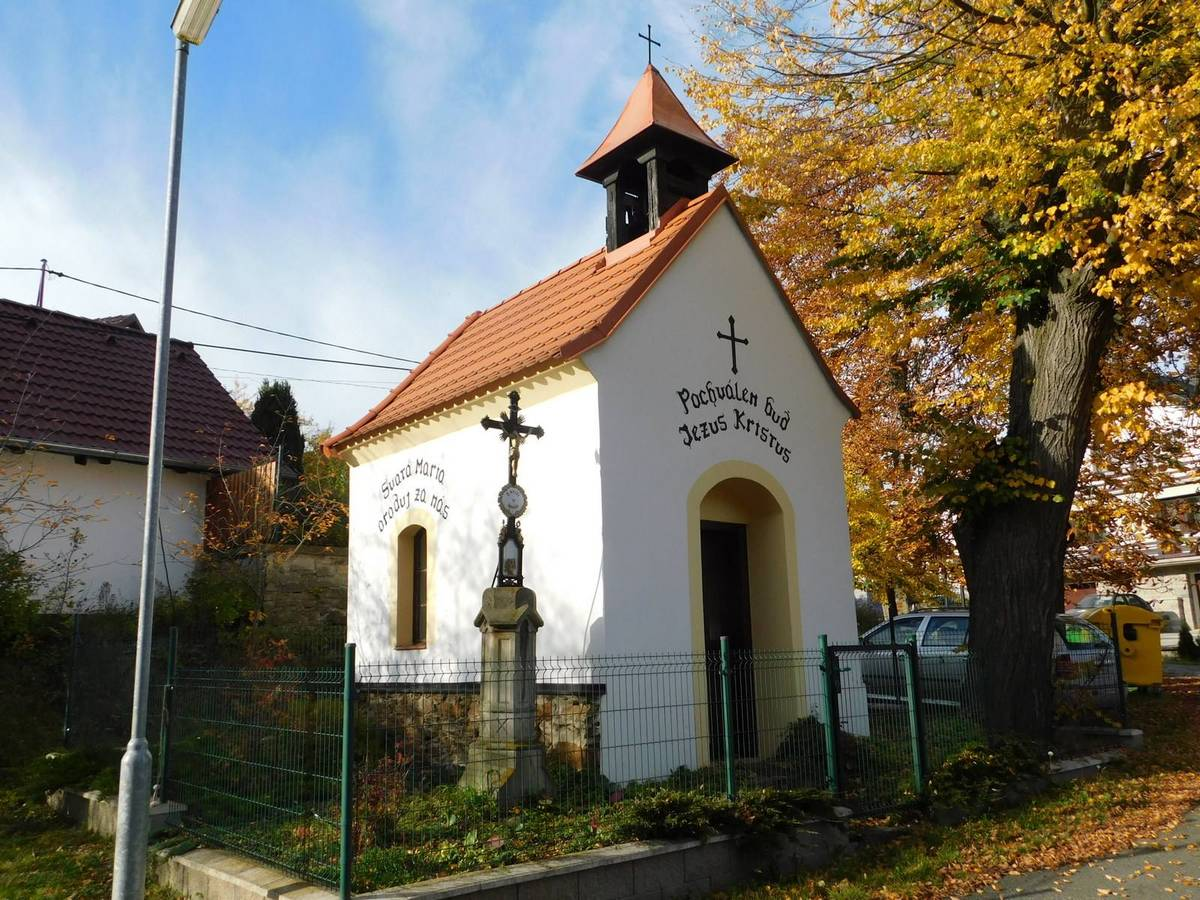
Dorpskapel (2021)